# تپه مرغداری سرآسیاب
تپه مرغداری سرآسیاب مربوط به عصر آهن است و در شهرستان کرمانشاه، بخش مرکزی، دهستان میان دربند، ۱۱۰۰ متری جنوب شرق روستای سرآسیاب واقع شده و این اثر در تاریخ ۷ خرداد ۱۳۸۷ با شمارهٔ ثبت ۲۲۸۲۱ به‌عنوان یکی از آثار ملی ایران به ثبت رسیده است.